# Gallastjärnen
Gallastjärnen är en sjö i Sorsele kommun i Lappland och ingår i Umeälvens huvudavrinningsområde. Gallastjärnen ligger i Vindelälven Natura 2000-område.